# East Ghaobata
East Ghaobata ist ein Ort und eine administrative Einheit (Ward, Distrikt) des unabhängigen Inselstaates der Salomonen im südwestlichen Pazifischen Ozean.

## Geographie
East Ghaobata bildet zusammen mit West Ghaobata den Verwaltungsbezirk North Guadalcanal. Der Distrikt grenzt im Osten an den Distrikt East Tasimboko im Bezirk North East Guadalcanal und im Süden an den Distrikte Vulolo. Mit einer Fläche von 73,1 km² und 4500 Einwohnern (2009) ist er einer der dichter besiedelten, aber kleineren Distrikte.
Der Distrikt grenzt im Norden an die Tetere Bay und wird im Osten begrenzt vom Sirighi Creek und im Westen vom Matepono River.
Im Distrikt wird intensiv Landwirtschaft betrieben. Bei Tetere gibt es ein Tetere Leprosarium.

## Klima
Das Klima ist tropisch, die durchschnittliche Tagestemperatur liegt bei gleichbleibend 28 Grad Celsius, die Wassertemperaturen bei 26 bis 29 Grad. Feuchtere Perioden sind vorwiegend zwischen November und April, diese sind aber nicht sehr ausgeprägt. Die durchschnittliche Niederschlagsmenge pro Jahr liegt bei 3000 mm.